# Вулиця Бузька (Хмельницький)
Вулиця Бузька — невелика вулиця в центральній частині міста, забудована переважно приватними будинками. Пролягає від вулиці Проскурівського Підпілля до вулиці Соборна.

## Історія
Виникла в другій половині XIX століття як одна з вуличок прибузьких єврейських кварталів і тривалий час була найближчою до берегів Південного Бугу. Назву отримала від місця розташування.